# Deinbollia unijuga
Deinbollia unijuga là một loài thực vật có hoa trong họ Bồ hòn. Loài này được D.W.Thomas mô tả khoa học đầu tiên năm 1986.